# Pterocryptis burmanensis
Pterocryptis burmanensis is een straalvinnige vissensoort uit de familie van de echte meervallen (Siluridae). De wetenschappelijke naam van de soort is voor het eerst geldig gepubliceerd in 1966 door Thant.